# Arrondissement de Coblence
L'arrondissement de Coblence est une ancienne subdivision administrative française du département du Rhin-et-Moselle créée le 17 février 1800 et supprimée le 11 avril 1814.

## Composition
Il comprenait les cantons d'Andernach, Boppard, Coblence, Cochem, Kaisersesch, Lutzerath, Mayen, Münstermaifeld, Polch, Rubenach, Treis-Karden et Zell.

## Liens
« L'almanach impérial pour l'année 1810 - Chapitre X : Organisation administrative »